# Xuân Mỹ, Cẩm Mỹ
Xuân Mỹ là một xã thuộc huyện Cẩm Mỹ, tỉnh Đồng Nai, Việt Nam.

## Địa lý
Xã Xuân Mỹ có diện tích 27,42 km², dân số năm 2014 là 12.068 người, mật độ dân số đạt 440 người/km².
Dân số: Xuân Mỹ được công nhận là khu vực I xã miền núi. Diện tích tự nhiên: 2.742 ha với 2.754 hộ, gồm 12.169 nhân khẩu (tính đến tháng 10 năm 2018). Phía đông giáp xã Sông Ray và xã Xuân Bảo; phía bắc giáp xã Long Giao và xã Bảo Bình thuộc huyện Cẩm Mỹ; phía tây giáp xã Cù Bị, phía nam giáp xã Xà Bang thuộc huyện Châu Đức tỉnh BR-VT.
Có 11 dân tộc, trong đó Châu Ro là 103 hộ/377 khẩu; Khmer là 62 hộ/170 khẩu; Hoa là 60 hộ/167 khẩu; Chăm là 4 hộ/7 khẩu; Tày là 3 hộ/9 khẩu, Nùng 1 hộ/ 1 khẩu, Mạ 1 hộ/ 3 khẩu, Raglai: 1 hộ/ 1 nhân khẩu và Cao Lan là 1 hộ/3 khẩu, số còn lại là dân tộc Kinh là 2.518 hộ/ 11.431 khẩu.

## Hành chính
Xã Xuân Mỹ được chia thành 4 ấp: Cẩm Sơn, Đồng Tâm, Láng Lớn, Suối Sóc.

## Kinh tế
Có 3 đơn vị là:
1. Nông trường cao su
2. Nhà máy sơ chế biến mủ
3. Nhà máy xử lý rác thải Thiên Phước đứng chân.

## Giáo dục - y tế
Địa bàn xã có hệ thống trường học từ cấp mầm non đến tiểu học, THCS; có 2 trạm y tế.

## Văn hóa
1. Có 1 khu văn hóa
2. Có 1 Giáo xứ Xuân Mỹ
3. Có 1 chùa Lonh Sơn
4. Đền thờ Trần Hưng Đạo
5. Đền tưởng niệm liệt sỹ.
6. Đền thờ Binh Vận

Tôn giáo: Có 5 tôn giáo gồm:
1. Phật giáo là 823 hộ/ 3.213 khẩu
2. Thiên Chúa Giáo là 602 hộ/ 2.415 khẩu
3. Cao Đài là 10 hộ/ 52 khẩu
4. Tin Lành là 30 hộ/ 102 khẩu
5. Số còn lại là không theo tôn giáo nào.